# Gárdadandár emlékmű
A Londonban álló gárdadandár emlékmű (Guards Crimean War Memorial) azoknak a brit katonáknak állít emléket, akik a gárdadandár tagjaiként elestek a krími háborúban. 1861 áprilisban leplezték le a St James's kerületben.

## Története
Az emlékmű John Henry Foley és Arthur George Walker alkotása. A gránit talapzaton három alak áll, egy gránátos, egy skót és egy, a Coldstream ezredbe tartozó bronzkatona. Mögöttük zászlók, fölöttük, az oszlopon egy széttárt karú nőalak, amely babérkoszorúkat tart. Az oszlop oldalain pajzsok, rajtuk három nagy csata helyszíneː Alma, Inkerman és Szevasztopol. Több plakett is látható az emlékművön. A bronzhoz zsákmányolt, majd beolvasztott orosz ágyúkat is felhasználtak.
Az emlékmű talapzatát 1859. február 10-én kezdték építeni, a munkálatok 1861 áprilisban fejeződtek be. 1914-ben lebontották, és nagyjából tíz méterrel északabbra állították fel ismét, hogy helyet csináljanak Florence Nightingale és Sidney Herbert szobrának.